# Martha Jefferson Randolph
Martha Jefferson Randolph (ur. 27 września 1772 w Monticello, Wirginia, zm. 10 października 1836 w hrabstwie Albemarle) – pierwsza dama Stanów Zjednoczonych Ameryki w latach 1801–1809 jako córka prezydenta Thomasa Jeffersona.

## Życiorys
Martha Jefferson Randolph była córką Thomasa Jeffersona i jego żony Marthy Wayles Skelton Jefferson (1748-1782). Gdy jej ojciec objął stanowisko dyplomatyczne we Francji 10-letnia córka pojechała razem z nim do Europy. przez pięć lat pobierała edukację w Abbaye Royale de Panthemont pod Paryżem.
W wieku 17 lat poślubiła kuzyna, Thomasa Randolpha Manna Juniora. Choć w chwili, gdy jej ojciec został prezydentem miała już własną rodzinę, postarała się, aby siedem zimowych tygodni na przełomie lat 1801-1802, na początku kadencji Jeffersona, spędzić u jego boku, sprawując obowiązki pierwszej damy. Decyzja, aby pozostawić rodzinę i małe dzieci, aby pomóc ojcu w tworzeniu nowego stylu rządów, nie była dla niej łatwa. Mąż Marthy, człowiek wybuchowy, najprawdopodobniej sprzeciwiał się jej wyjazdom.
Wspomagany przez córkę Jefferson zapoczątkował zmiany w zwyczajach wprowadzonych przez Waszyngtona i Johna Adamsa. Inaczej niż podczas formalnych przyjęć, krytykowanych przez republikanów jako zbyt przypominające królewskie uczty, w Białym Domu zapanowała swobodna atmosfera. Jefferson rzadko jadał sam. Zazwyczaj towarzyszyło mu przy stole 8 do 10 osób, zaś Martha pełniła obowiązki gospodyni. Sztywną formalność i surowe zasady hierarchii podczas posiłków, wprowadzone przez Waszyngtona i Adamsa, Jefferson zastąpił, do pewnego stopnia, egalitaryzmem. Zamówił okrągły stół, dzięki czemu wszyscy zaproszeni mieli szansę wziąć równy udział w rozmowie.

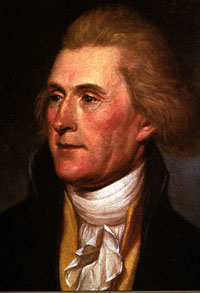
Ojciec Marthy, prezydent Jefferson

Obiady u prezydenta nie stały się jednak przez to mniej eleganckie. Francuski szef kuchni oraz lokaj, zatrudnieni przez Jeffersona, podawali gościom wykwintne dania. Wydatki Jeffersona na rozrywki i alkohole były niezwykle wysokie. Obstawał też przy tym, aby opłacać wszelkie koszty związane z pobytem Marthy w Waszyngtonie, także nowe stroje, które pomagała jej wybierać Dolley Madison.
Młodsza córka Jeffersona, Mary, przez rodzinę często nazywana Marią, w pewnych okresach także przebywała w Waszyngtonie. Zimą 1802-1803 dwie młode kobiety wspólnie pełniły obowiązki „pierwszych dam”. Wywarły dobre wrażenie nawet na federalistach, między innymi na wielebnym Manassehu Cutlerze, który, zaproszony do Białego Domu na pierwszy obiad w sezonie towarzyskim opisał je jako kobiety o wielkiej ogładzie, bardzo subtelne i dość ładne.
Jefferson miał u swego boku nie tylko Marthę i jej siostrę, lecz także swoich zięciów. Zarówno mąż Marthy, Thomas Randolph Mann, jak i małżonek Mary, John Eppes, w 1802 roku zostali wybrani na członków Kongresu. Podczas obrad mieszkali z Jeffersonem.
W 1804 roku w wieku 25 lat zmarła Mary. Nieraz wyrażała niepokój o swą starszą siostrę, silniejszą fizycznie i emocjonalnie bliższą Jeffersonowi. On sam kochał je obie równo mocno, po śmierci młodszej córki pisał: straciłem połowę wszystkiego co posiadałem.
Martha nadal spędzała wiele czasu u boku ojca. W 1805 roku, na początku jego drugiej kadencji, pozostała przy nim przez kilka miesięcy. Podczas tej wizyty miało miejsce precedensowe wydarzenie: narodziny dziecka pierwszej damy. James Madison Randolph, ósmy potomek Marthy, było pierwszym dzieckiem, które przyszło na świat w Białym Domu.
Po zakończeniu prezydentury ojca Martha wraz z rodziną przeprowadziła się do Monticello w 1809 roku. Jej ojciec zmarł w 1826 roku, a mąż dwa lata później. Posiadłość sprzedano, by spłacić długi. Resztę życia Martha spędziła w domach swoich 12 dzieci. Zmarła w wieku 67 lat.